# 告白 (町田康)
『告白』（こくはく）は、町田康による日本の小説。2004年3月5日から2005年3月8日まで「読売新聞 夕刊」に連載された一部に後で完成した書き下ろしを加え、2005年中央公論新社により単行本として刊行された。同年第41回谷崎潤一郎賞受賞。

## あらすじ
人はなぜ人を殺すのか――河内音頭のスタンダードナンバーにうたいつがれる、実際に起きた大量殺人事件「河内十人斬り」をモチーフに、永遠のテーマに迫る著者渾身の長編小説。

## 書誌情報

### 単行本
- 町田康 『告白』 中央公論新社、2005年、ISBN 978-4-120-03621-7

### 文庫本
- 町田康 『告白』 中央公論新社（中公文庫）、2008年、ISBN 978-4-122-04969-7